# 侯國基 (排球運動員)
侯國基（韓語：후국기，1953年—），中華民國男子排球員，韓國華僑，祖籍山東，1953年出生於韓國。學生時期就讀於韓國排球名校論山的江景商工學校及京畿大學。畢業後，先後效力於韓國社會球隊，如：漢城保安司、遞信局、金星電纜等隊，並且於1979年效力金星電纜隊時獲得了春季大賽最佳攻擊手的榮譽。他於1978年一度入選韓國出戰世界排球錦標賽的陣容，最後因國籍問題於隔年加入了中華民國國家排球隊，代表中華民國出訪中南美洲十五個國家進行比賽。
退役後，他於1983年至1995年間擔任鮮京女子排球隊總教練。此外，他其中一個兒子侯寅廷亦是排球員，並代表韓國參加國際賽。